# Sebastian Norberg

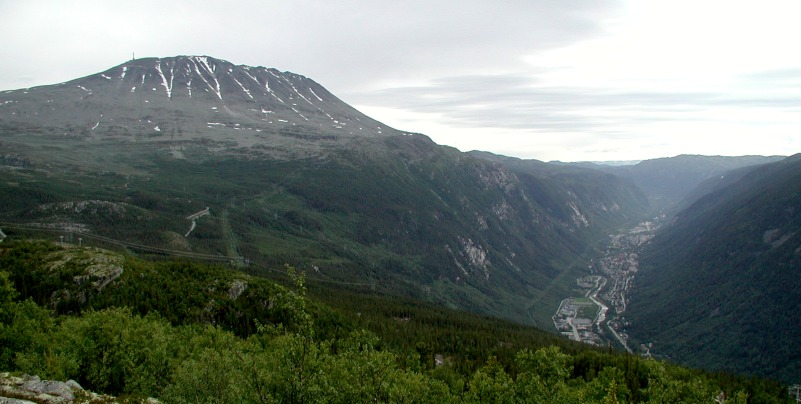
Gaustatoppen, plats för slutsträckan av maratonetappen Norseman Xtreme Triathlon

Simon Sebastian Norberg, född 19 februari 1989, är en svensk triathlet.
Sebastian Norberg har vunnit Vansbro Triathlon, bland annat 2024.
Han vann 2024 års Norseman Xtreme Triathlon i Norge.